# Iwo Zaniewski
Iwo Ryszard Zaniewski (ur. 22 maja 1956 w Warszawie) – polski malarz, fotografik, reżyser i dyrektor artystyczny założonej przez siebie agencji reklamowej PZL (Przybora. Zaniewski. Ltd.). Syn Xymeny Zaniewskiej. 

## Życiorys
W latach 1976–1981 studiował na Akademii Sztuk Pięknych w Warszawie. Do połowy lat 80. zajmował się wyłącznie malarstwem, później również twórczością w dziedzinie reklamy i fotografią.
Wystawia od 1980 roku.
Tworzy głównie obrazy olejne i rysunki. Tematami są zwykłe sceny z życia codziennego, wcześniej martwe natury, akty i niekiedy pejzaże. Mimo zmieniających się w kolejnych okresach konwencji przedstawiania rzeczywistości, ich cechą charakterystyczną pozostaje kompozycja. Polega ona na takim układzie form, gdzie każda ewentualna zmiana powoduje załamanie spójnej konstrukcji i zanik harmonii. Malarstwo to nie daje się przypisać do żadnego z nurtów obowiązujących w ciągu ostatnich kilkudziesięciu lat. Kluczem do niego nie jest kontekst ani przekaz publicystyczny, lecz wrażliwość wizualna, czyli umiejętność widzenia całościowego.
Pierwsze projekty reklamowe realizował dla hiszpańskiej agencji Bassat, Ogilvy & Mather w Barcelonie. Później pierwsze polskie reklamy dla agencji ITI. W latach 1992–1999 był dyrektorem artystycznym agencji Grey Warszawa. Tworzył kampanie reklamowe dla takich marek jak Knorr, Frugo, Okocim, Radio Zet, Lucky Strike, Malma. W 1999 roku wraz z Kotem Przyborą założył agencję reklamową PZL, gdzie jest dyrektorem artystycznym i reżyserem. Powstały tam między innymi kampanie reklamowe Frugo, Dębowe Mocne, Żubr, Redd’s, Orlen, Tetley, Olej Kujawski, Manuel, Simplus czy najdłużej trwająca polska kampania reklamowa dla marki Plus.
W 2012 roku wydał powieść kryminalną pt. Czego nie słyszał Arne Hilmen.
Pod koniec 2012 roku wspólnie z Kotem Przyborą otrzymał tytuł AdMana Roku, w konkursie dla branży kreatywnej organizowanym po raz pierwszy przez Miesięcznik „Press”. „Niestandardowa kreacja reklamowa jest wizytówką agencji PZL, w czym największa zasługa jej szefów. Przybora i Zaniewski od 20 lat stoją za najbardziej znanymi kampaniami w Polsce”. W 2013 odznaczony Złotym Krzyżem Zasługi.
W maju 2014 roku odszedł z holdingu reklamowego Publicis, którego częścią była agencja PZL. W listopadzie 2014 roku, po odłączeniu od grupy Publicis, PZL stała się niezależną agencją kreatywną i reklamową, nie związaną z żadną międzynarodową siecią. Zaniewski znów stanął na jej czele, wraz z Kotem Przyborą.
W 2018 roku opublikował w czasopiśmie "Frontiers in neuroscience", jako współautor, pierwszą z prac naukowych z dziedziny neuroestetyki, dotyczących mechanizmu harmonii kompozycji i jej postrzegania.

## Praca naukowa
W ostatnich latach Iwo Zaniewski opracował autorską teorię harmonii wizualnej, znaną jako „Algorytm Harmonii”. Zakłada ona, że obraz osiąga stan estetycznej doskonałości wówczas, gdy każdy jego fragment różni się od pozostałych w tym samym, maksymalnym stopniu. W takim układzie żaden element nie dominuje ani nie zanika, a każda zauważalna zmiana pogarsza relację całości i obniża ocenę estetyczną dzieła.
Zaniewski założył organizację naukową Composition Matters, której celem jest prowadzenie interdyscyplinarnych badań nad percepcją kompozycji jako kluczowego czynnika wpływającego na odbiór piękna w sztuce. 
W wywiadzie dla magazynu Al-Tiba9 Contemporary Art podkreślił, że nad rozwojem teorii współpracował z fizykami teoretycznymi, psychologami eksperymentalnymi i badaczami neurologii, a jego celem było stworzenie uniwersalnego modelu harmonii, możliwego do zastosowania niezależnie od stylu artystycznego.
Z kolei w rozmowie z platformą Repsychl określił projekt Composition Matters jako przedsięwzięcie badawcze oparte na współpracy z naukowcami zajmującymi się estetyką, percepcją i neurokognicją, którego celem było ustalenie mechanizmów odbioru harmonii wizualnej.
Założenia teorii zostały również szczegółowo opisane na stronie compositionmatters.org, gdzie zaprezentowano interaktywne przykłady i eksperymenty percepcyjne.

## Wybrane wystawy oraz nagrody artystyczne
- Galeria Alicji i Bożeny Wahl – Warszawa 1981,
- Grand Prix w międzynarodowym konkursie Fundacji Joana Miró – Barcelona 1984,
- Galeria Narodowa Zachęta (wystawa zbiorowa) – Warszawa 1985,
- Art Basel – Bazylea 1985,
- Japan International Artist Society (wystawa zbiorowa) – Tokio 1985,
- Galeria SARP – Warszawa 1989,
- Galeria Inny Świat – Kraków 1990,
- Muzeum Narodowe w Krakowie,
- Arsenał Muzeum Książąt Czartoryskich (indywidualna wystawa retrospektywna pod patronatem Ministra Kultury) – Kraków 2005,
- Konkurs fotograficzny National Geographic (I miejsce) – Warszawa 2005,
- Today Art Museum – Pekin 2008,
- All Gallery – Pekin 2008,
- International Art Fair Shanghai – Shanghai 2008,
- Wison Art Center – Shanghai 2008,
- Levant Gallery – Shanghai 2008,
- Sunshine Museum Beijing (inauguracyjna wystawa zbiorowa) – Pekin 2008,
- CANART- Institut of Contemporary Art. (inauguracyjna wystawa zbiorowa) – Shanghai 2008.

## Publikacje
- Katalog z reprodukcjami obrazów i rysunków wydany w Niemczech z okazji otrzymania nagrody Joan Miró Prize w 1984 roku
- Album fotografii czarno białej wydany w roku 2005
- Iwo Zaniewski – Paintings and Drawings 1978 – 2006
- Iwo Zaniewski New Harmony – Beijing Today Art  Museum album z reprodukcjami malarstwa z lat 2007 – 2008 wydany przez wydawnictwo IRSA z okazji wystawy w Today Art Museum w Pekinie
- Iwo Zaniewski New Harmony – A Follow-up to The Beijing Today Art  Museum Exhibition album z reprodukcjami malarstwa z lat 2007 – 2008 wydany przez wydawnictwo IRSA z okazji wystawy w galerii Levant Art. Gallery w Szanghaju
- Iwo Zaniewski New Harmony album z reprodukcjami malarstwa z lat 2007 – 2008 wydany przez wydawnictwo IRSA z okazji wystawy w galerii WISON Art. Center w Szanghaju